# Naaldwijk
Naaldwijk és una ciutat del municipi de Westland, a la província d'Holanda del Sud, a l'oest dels Països Baixos. Naaldwijk fou un municipi a part fins a la reestructuració de municipis neerlandesos de l'any 2004. L'1 de gener de 2011 tenia 18.858 habitants. El sector econòmic més gran és l'horticultura d'hivernacle. Entre Naaldwijk i el poble Honselersdijk es troba FloraHolland, la subhasta de flors més gran del país.

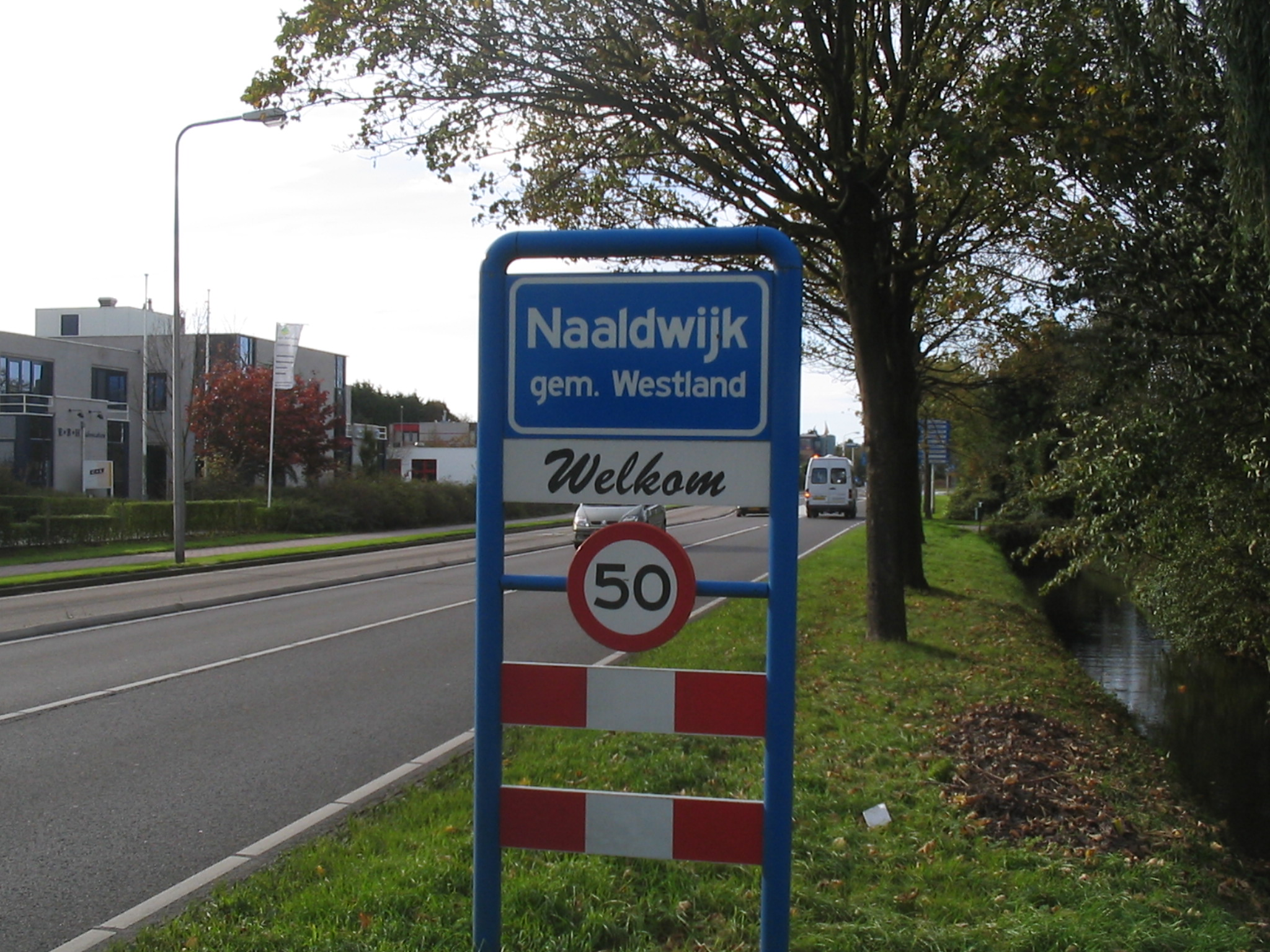
Senyal de benvinguda
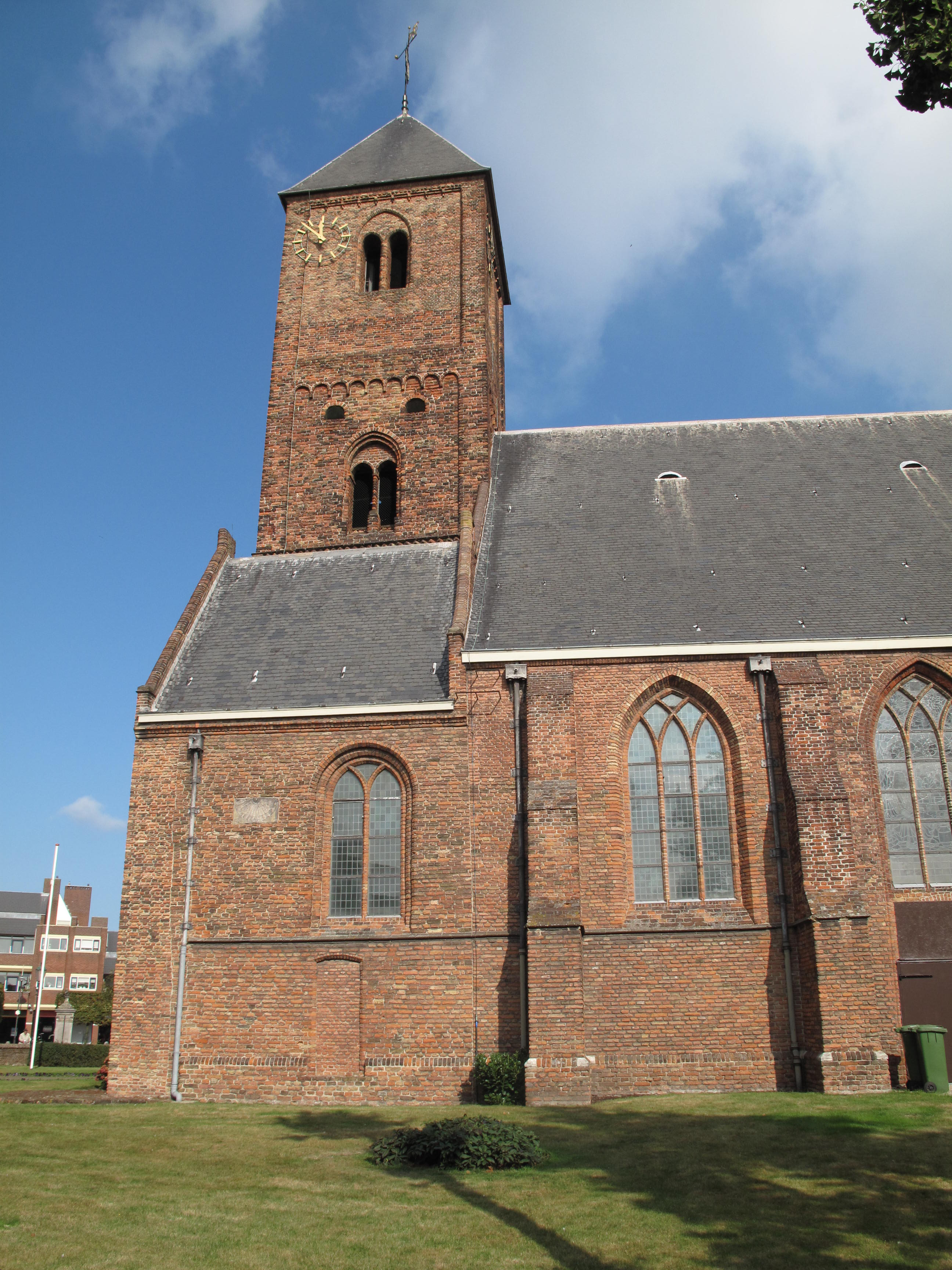
L'església Vella
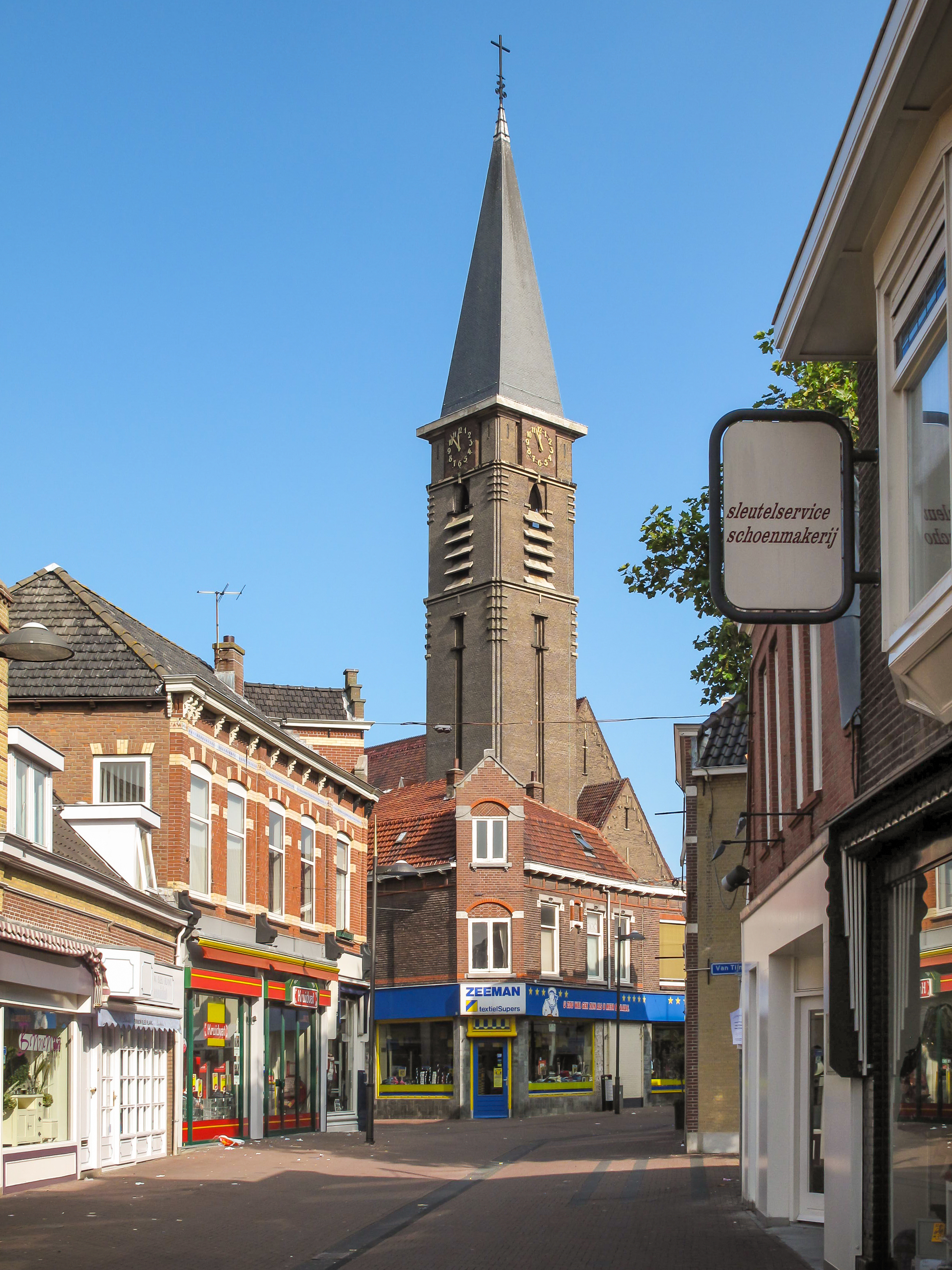
L'església de Sant Adrià
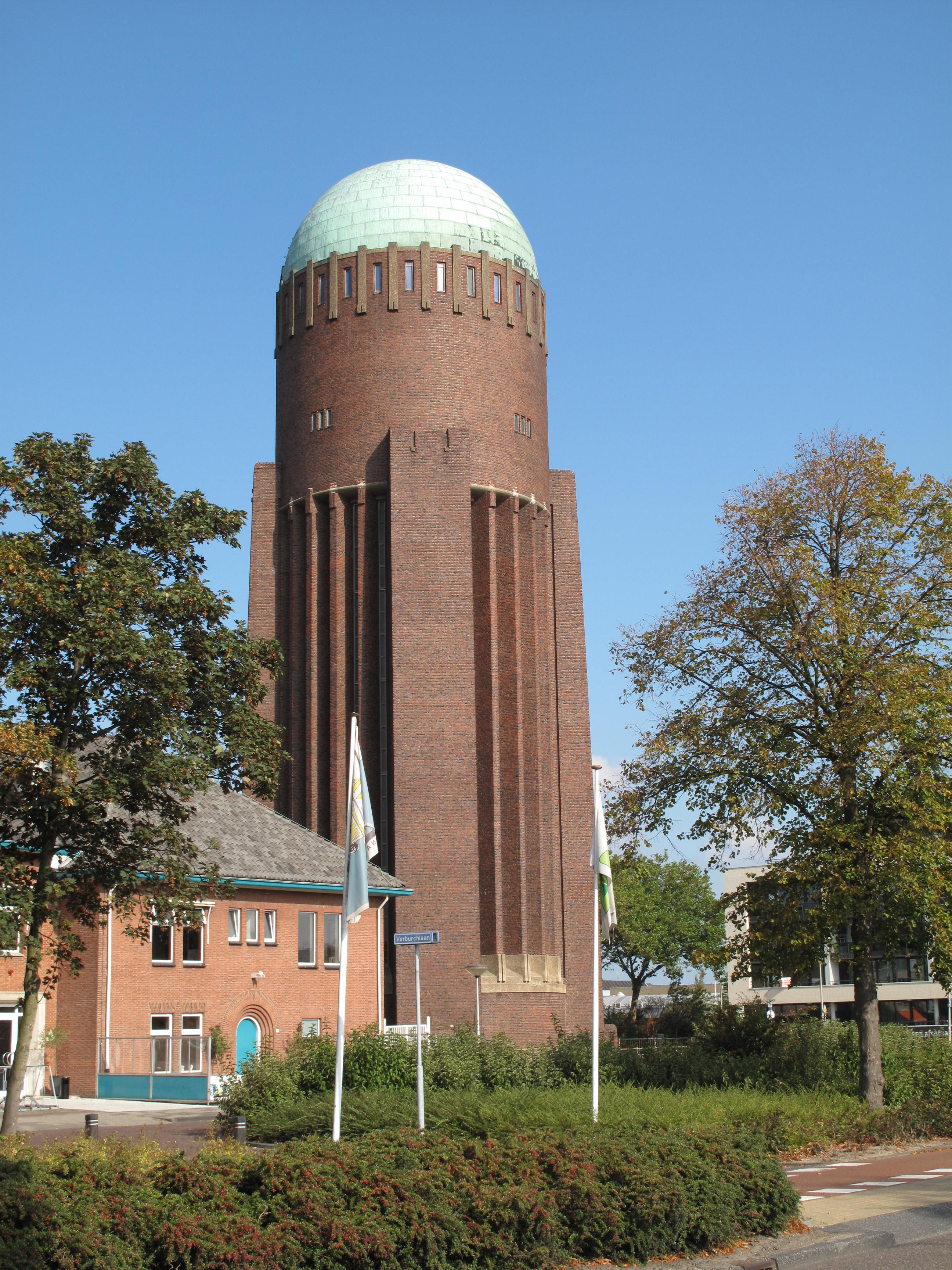
Torre de l'aigua